# Gymnopis multiplicata
Gymnopis multiplicata is een wormsalamander uit de Dermophiidae familie. De soort werd voor het eerst wetenschappelijk beschreven door Wilhelm Peters in 1874. Later werd de wetenschappelijke naam Cryptopsophis multiplicatus gebruikt.
Gymnopis multiplicata komt voor in Costa Rica, Panama en Guatemala. De habitat bestaat uit droge tropische bossen.